# DNA-Glykosylase
Die DNA-Glykosylasen sind DNA-Reparaturenzyme, die Schäden an der DNA erkennen und reparieren können. Sie sind Teil der Basenexzisionsreparatur der Zelle.
Die Glykosylasen erkennen geschädigte Basen und entfernen sie von ihrem Desoxyribosephosphatgerüst. Damit wird eine AP-Stelle in der DNA erzeugt (Apyrimidin- oder Apurinstelle). Jetzt kann eine Endonuklease den DNA-Strang an der defekten Stelle öffnen und die Desoxyribose entfernen. Eine Polymerase ersetzt das Nukleosid und der DNA-Strang wird durch eine DNA-Ligase geschlossen.